# جیم فیتزپاتریک
جیم فیتزپاتریک (انگلیسی: Jim Fitzpatrick؛ زادهٔ ۱ مارس ۱۹۴۴) یک هنرمند ایرلندی است. او به کارهایش که از سنت هنر سلتی ایرلندی الهام گرفته‌است معروف است. با این وجود، شاید مشهورترین اثرش در سبک کار متفاوتی است. پیکره نمادین دو تنی چه‌گوارا که آن را در سال ۱۹۶۸ از روی عکسی که توسط آلبرتو کوردا گرفته شده بود ساخت.

## زندگی
جیم فیتزپاتریک در سال ۱۹۴۴ متولد شد. پدر و مادرش جیمز و الیزابت فهتفز پاتریک بودند. آن‌ها در سال ۱۹۴۳ در کابرا در حومه دوبلین شمالی ازدواج کردند. جیم فیتزپاتریک در طول بیماری‌اش در کودکی در بستر به فراگرفتن خواندن پرداخت. مادرش و خاله مادرش برای او داستان‌هایی از دانان و کوخولین می‌گفتند. او تحصیلاتش را در کالج گورمانتون در شمال دوبلین به پایان رساند. پدرش توماس فیتزپاتریک یک کارتون‌نگار روزنامه بود.

## زندگی حرفه‌ای

پرتره چه‌گوارا (۱۹۶۸)

از اولین کارهای فیتزپاتریک پیکره گرافیکی چه‌گواراست که بر مبنای عکسی بود که با عنوان گیرمو هرویکو در ۵ مارس ۱۹۶۰ توسط آلبرتو کردا گرفته شده بود. فیتزپاتریک گوارا را ۵ سال قبل در کیلکی حین دیدار گوارا در جستجوی‌تبار ایرلندی اش ملاقات کرده بود. فیتزپاتریک ابتدا خودش تلاش کرده بود تا آن پوستر را توزیع کند اما بعداً تصمیم گرفت اجازه چاپ آن را از اختیار خود بردارد تا گروه‌های چپ بتوانند آن عکس را آزادانه استفاده کنند. او در این‌باره گفت: «من به‌واقع می‌خواستم این مانند خرگوش پرورش یابد من می‌خواستم این گسترش یابد.»
در سال ۱۹۷۸ او کتابی با عنوان کتاب فتوحات، بازگویی بعضی اساطیر ایرلندی را تألیف و ترسیم نمود. کتاب بازگویی اسطوره‌های آمدن دانان به ایرلند و جنگ با فیربولگ است. این کتاب کار پیچیده پیشرفت سلت‌ها و کاردستی را که فیتزپاتریک به آن شناخته می‌شود را ترسیم می‌کند. کتاب دوم بازوی نقره‌ای بر مبنای اعمال نوادای بازوی نقره‌ای و جنگشان در فرمور است.
فیتزپاتریک کارهای هنری برای ارکسترهایی همچون ثین لیزی تولید کرده‌است از جمله آلبوم جیل بریک در ۱۹۷۶، برای شینید اوکانر آلبوم۲۰۰۰ ایمان و شجاعت و بری دارک نس در ۲۰۰۳ ترانه زمان کریسمس (نگذار زنگ‌ها پایان گیرند)، و برای دارک ثرون ارکستر نروژی بلک متال، جلد آلبوم ۲۰۱۳ مقاومت مخفی. در سال ۲۰۰۷ شرکت سیتی جت از او خواست تصاویری در جهت انعکاس فرهنگ، تاریخ اسطوره‌شناسی و مناظر ایرلند ایجاد کند.
در سال ۲۰۱۱ فیتزپاتریک اعلام کرد که می‌خواهد گرافیک نمادین سرخ و سیاه چه گوارا را نسخه‌برداری کند. او اشاره به استفاده تجاری از تصویر نمود و تصمیم گرفت امتیاز این کار را برای ابد به خانواده گوارا در کوبا بدهد. این تصویر در وبسایت شخصی فیتزپاتریک برای استفاده غیر تجاری عموم موجود است. در سال ۲۰۰۷ شرکت ال ان پست ایرلند تمبری از تصویر گوارا ساخته فیتزپاتریک را در پنجاهمین سال فعالیت خود انتشار داد.

## آثار منتخب

### کتاب‌ها
- The Book of Conquests 1978 p/b شابک ‎۰−۵۲۵−۴۷۵۱۱−۷، 1991 p/b شابک ‎۰−۹۰۵۸۹۵−۱۴−۲
- The Silver Arm (1981) شابک ‎۱−۸۵۰۲۸−۰۸۱−۹
- The Children of Lir (with Michael Scott) (1992) شابک ‎۰−۷۴۹۷−۰۸۸۸−۳
- Erinsaga. The Mythological Paintings of Jim FitzPatrick.